# Semicarbazid
Semicarbazid, auch N-Aminoharnstoff, ist eine chemische Verbindung und ein Derivat des Harnstoffs. Die feste, leicht wasserlösliche Substanz wurde früher oft zur Charakterisierung von Carbonylverbindungen eingesetzt, da die Reaktionsprodukte (Semicarbazone) gut kristallisieren und meist scharfe Schmelzpunkte aufweisen.

## Darstellung, Eigenschaften und Reaktionen
N-Aminoharnstoff wird durch Umsetzung von Kaliumcyanat mit Hydrazinhydrochlorid oder auch von Hydrazinhydrat mit Harnstoff dargestellt
{\displaystyle \mathrm {H_{2}N{\text{-}}NH_{2}\ +H_{2}N{\text{-}}CO{\text{-}}NH_{2}} }{\displaystyle \mathrm {\longrightarrow H_{2}N{\text{-}}CO{\text{-}}NH{\text{-}}NH_{2}\ +NH_{3}} }
Hydrazin und Harnstoff reagieren zu Semicarbazid und Ammoniak.
Die farblose, kristalline Verbindung löst sich leicht in Ethanol und Wasser, wenig in Ether oder Benzol. Beim Erhitzen zersetzt sich Semicarbazid unter Bildung von Hydrazin und Hydrazodicarbonamid. Mit Mineralsäuren bildet Aminoharnstoff gut kristallisierende Salze; mit Aldehyden und Ketonen bilden sich unter Wasserabspaltung kristalline Semicarbazone, die scharfe Schmelzpunkte besitzen und mit deren Hilfe diese nachgewiesen und identifiziert werden können. Semicarbazid wird hauptsächlich in Form des stabilen Hydrochlorids verwendet.